# Zonulispira
Zonulispira là một chi ốc biển, là động vật thân mềm chân bụng sống ở biển trong họ Turridae.

## Các loài
Các loài thuộc chi Zonulispira bao gồm:
- Zonulispira chrysochildosa Shasky, 1971[2]
- Zonulispira crocata (Reeve, 1845)[3]
- Zonulispira grandimaculata (Adams C. B., 1852)[4]
- Zonulispira zonulata (Reeve, 1842)[5]

## Hình ảnh

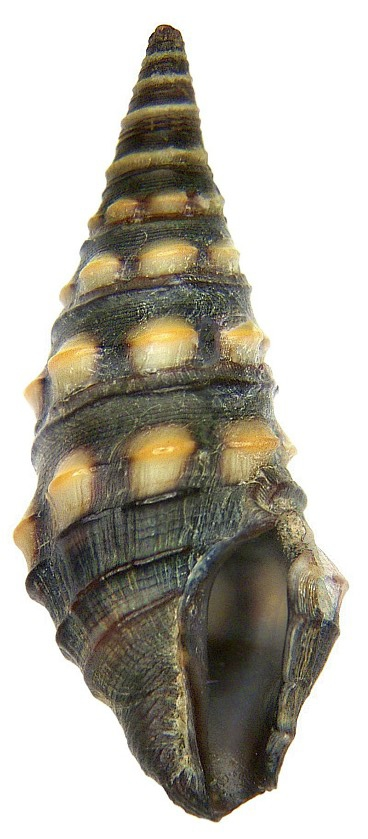
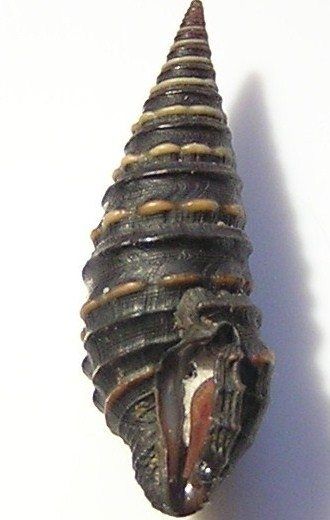